# Антон Райхард фон Маухенгайм
Барон Антон Райхард Герман Фрідріх Марія фон Маухенгайм, знаний Бехтольсгайм (нім. Anton Reichard Hermann Friedrich Maria Freiherr von Mauchenheim genannt Bechtolsheim; 9 липня 1896, Вюрцбург — 9 лютого 1961, Вюрцбург) — німецький воєначальник, генерал артилерії. Кавалер Німецького хреста в золоті.

## Біографія
Походив з давнього аристократичного роду Маухенгайм. Син барона Франца Філіппа Ґоттфріда фон Маухенгайма і баронесси Софі фон унд цу Гуттенберг. Старший брат барона Теодора фон Маухенгайма.
З 1905 по 1914 рік навчався в гуманітарній гімназії у Вюрцбурзі. На початку Першої світової війни він вступив 7 серпня 1914 року як фаненюнкер у Королівський баварський 1-ї польовий артилерійський полк «Принц-регент Луїтпольд». 27 березня 1916 року призначений лейтенантом і залишався до поранення навесні 1918 року ад'ютантом полку. У лютому 1919 року він приєднався до Добровольчого корпусу Франца фон Еппа і брав участь у придушенні Баварської Радянської Республіки в Мюнхені. Навесні 1920 року перейшов у новий рейхсвер і служив у 123-му телефонному відділі 23-ї бригади рейхсверу. Восени 1921 року переведений в 7-й артилерійський полк, в 1924 отримав звання лейтенанта і завершив 1 жовтня 1926 року курси помічника в штабі 7-ї дивізії.
З 1 жовтня 1928 року служив у 3-й батареї 6-го артилерійського полку. З жовтня 1929 протягом наступних кількох років працював у 3-му відділі Управління Міністерства оборони Рейху, також закінчив однорічний курс артилериста в Форт-Сілла (США). 1 квітня 1934 року став командиром 5-ї батареї 7-го артилерійського полку нового вермахту, 1 жовтня того ж року переведений в штаб артилерійського полку в Мюнхені. З 12 жовтня 1937 року — військовий аташе в посольстві Німеччини в Лондоні, а потім в Дубліні.
Після початку Другої світової війни служив з 3 жовтня 1939 року першим офіцером генерального штабу (Іа) в штаті 10-ї (пізніше 6-ї) армії. 15 лютого 1941 року став начальником штабу 23-го армійського корпусу, з 1 жовтня — 29-го армійського корпусу, який воював на Східному фронті. В кінці травня 1942 року Маухенгайм ненадовго відправлений у резерв, перш ніж в середині червня 1942 року був призначений начальником Генерального штабу 1-ї армії на півдні Франції. 5 листопада 1943 року призначений командиром 257-ї піхотної дивізії, розміщеної в Україні. З 2 липня по 1 вересня 1944 року Маухенгайм знову взяв на себе керівництво 29-м армійським корпусом, розташованим біля Прута. З грудня 1944 року і до кінця війни командував 71-м армійським корпусом, розміщеним у Норвегії.
Після війни Маухенгайм з травня по жовтень 1945 року служив офіцером зв'язку з союзниками, після чого до літа 1947 року перебував у британському полоні. Після звільнення займався історичними дослідженнями, здійснив кілька лекційних турів у американських військових школах.
З жовтня 1957 року по лютий 1961 року Маухенгайм був головою робочої групи з оборонних досліджень.

## Сім'я
Маухенгайм уперше одружився 21 травня 1919 року в Мюнхені з баронесою Марі-Габріелою цу Грьонештайн (нар. 1900). Шлюб був розірваний в 1924 році.
Вдруге одружився у 1930 році в Штутгарті — з баронесою Ерікою Марією фон Вайссенштайн (нар. 1904). В шлюбі народились 4 дітей — 3 сини і дочка.

## Звання
- Фанен-юнкер (7 серпня 1914)
- Фанен-юнкер-єфрейтор (1 жовтня 1914)
- Фанен-юнкер-унтерофіцер (25 листопада 1914)
- Фенріх (17 грудня 1915)
- Лейтенант (27 березня 1916)
- Оберлейтенант (22 лютого 1924)
- Гауптман (капітан) (1 жовтня 1928)
- Майор (1 листопада 1934)
- Оберстлейтенант (1 серпня 1937)
- Оберст (1 лютого 1940)
- Генерал-майор (1 липня 1942)
- Генерал-лейтенант (1 червня 1943)
- Генерал артилерії (1 березня 1945)

## Нагороди
- Залізний хрест 2-го класу (18 лютого 1916)
- Орден «За військові заслуги» (Баварія) 4-го класу з мечами (20 вересня 1916)
- Залізний хрест 1-го класу (4 червня 1917)
- Нагрудний знак «За поранення» в чорному (29 травня 1918)
- Почесний хрест ветерана війни з мечами (26 січня 1935)
- Медаль «За вислугу років у Вермахті»
  - 4-го, 3-го і 2-го класу (18 років) (16 березня 1936) — отримав 3 медалі одночасно.
  - 1-го класу (25 років)
- Застібка до Залізного хреста
  - 2-го класу (18 травня 1940)
  - 1-го класу (28 травня 1940)
- Німецький хрест в золоті (25 квітня 1942)
- Медаль «Хрестовий похід проти комунізму» (Румунія)
- Медаль «За зимову кампанію на Сході 1941/42» (8 серпня 1942)